# Moschea Eşrefoğlu

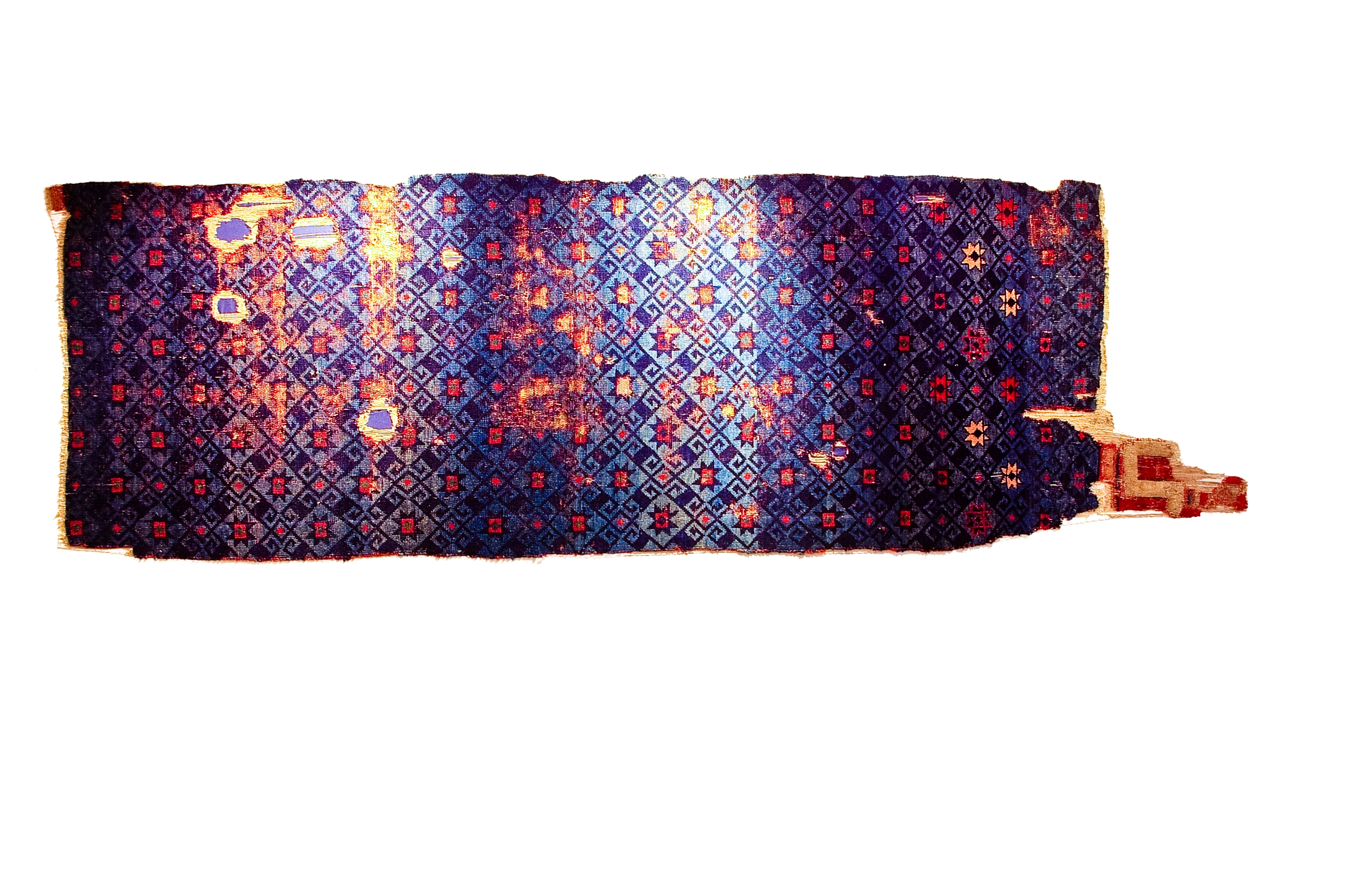
Frammento di tappeto dalla moschea Eşrefoğlu
(Ora nel museo etnografico di Konya

La moschea Eşrefoğlu è un edificio religioso del XIII secolo di Beyşehir, Provincia di Konya, in Turchia
Si trova 100 metri a nord del lago di Beyşehir.

## Storia
Durante gli ultimi anni del Sultanato di Rum, diversi governatori dei selgiuchidi godevano di una parziale indipendenza. Resero i loro principati semi indipendenti denominati Beilicati turchi d'Anatolia. Eshrefids (1280-1326) era un piccolo beilicato nel centro ovest dell'Anatolia. Dopo il 1288, Süleyman Bey, il secondo bey di Eshrefids, ricostruì la città di Beyşehir come capitale del suo beilicato. Sebbene il suo beilicato fosse relativamente un potere politico non importante, la città prosperò come uno dei centri culturali del mondo selgiuchide. Nel 1296, commissionò la costruzione di una moschea a Beyşehir, una delle più grandi moschee durante il periodo dei beilicati anatolici. Nel 1302 morì e venne sepolto in un sepolcro vicino alla moschea.

## Dettagli tecnici
La pianta della moschea è rettangolare(31,8 x 46,55 metri) ma l'angolo sul lato nord est è ingrandito per far posto al portale principale. Le dimensioni del portale sono 7,1 x  10,1 metri. Ha porte minori e 35 finestre. Il tetto è sostenuto da 42 colonne in legno. L'altezza di ogni colonna è di 7,5 metri e il suo diametro di 40 centimetri.
Dopo sette secoli, a differenza della maggior parte degli altri edifici selgiuchidi in legno, questa moschea è ancora in uso e in buone condizioni. Le colonne di legno sono realizzate in  cedro e, secondo la tradizione orale, sono state immerse nel lago di Beyşehir per sei mesi prima di essere utilizzate nell'edificio. Al centro della moschea c'è un pozzo per la neve. Fino a tempi relativamente recenti (1940), la fossa era usata per riempirla di neve portata dalle montagne vicine. Questa neve aveva il compito di raffreddare la moschea durante le estati e di fornire l'umidità necessaria alle infrastrutture in legno.

## Iscrizione nella lista dei patrimoni dell'umanità dell'UNESCO
Il 15 aprile 2011 la mosche venne inserita nella listi delle candidature per l'inserimento tra i Patrimoni dell'umanità. Le motivazioni erano: "La moschea di Esrefoglu comprende tutti gli elementi principali della prima architettura turca dell'Anatolia: l'edificio è la più grande e meglio conservata moschea colonnata e coperta di legno del mondo islamico".
Il 19 settembre 2023 è stata iscritta nella lista dei patrimoni dell'umanità come parte del sito seriale delle moschee ipostile in legno dell'Anatolia medievale.

## Galleria d'immagini

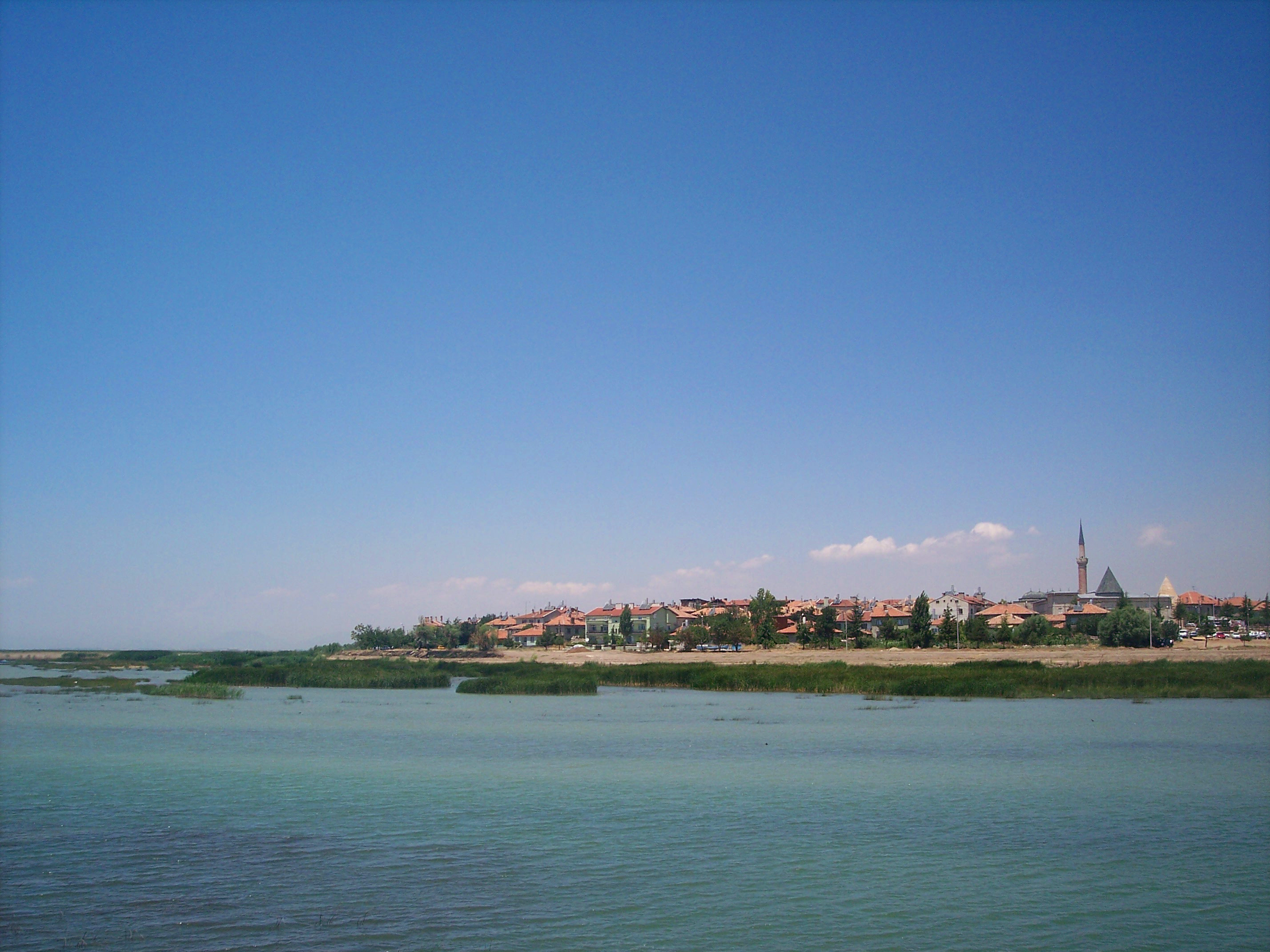
Vista di Beysehir dal lago, con la moschea Eşrefoğlu a destra con il suo minareto.
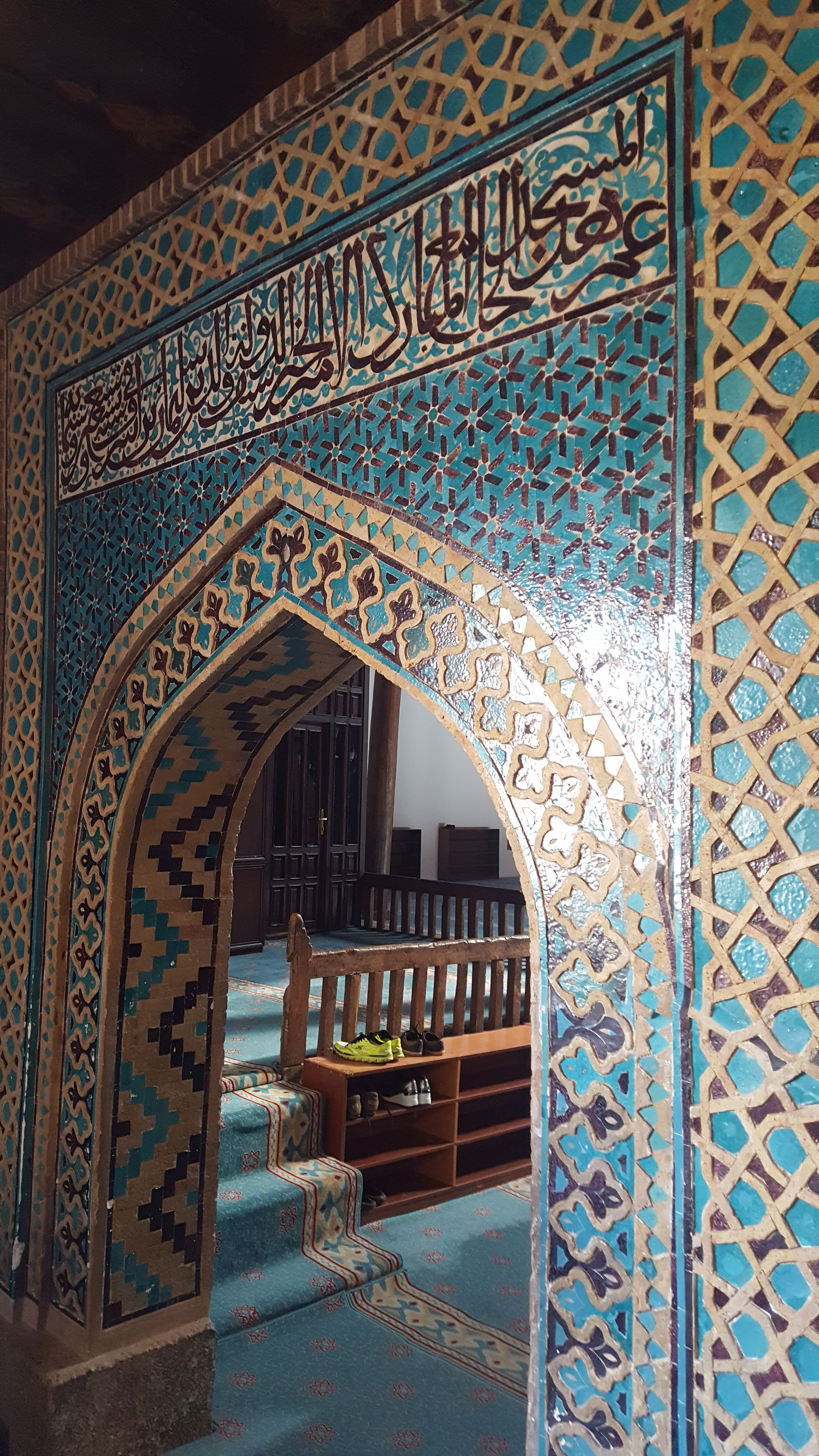
Ingresso della moschea
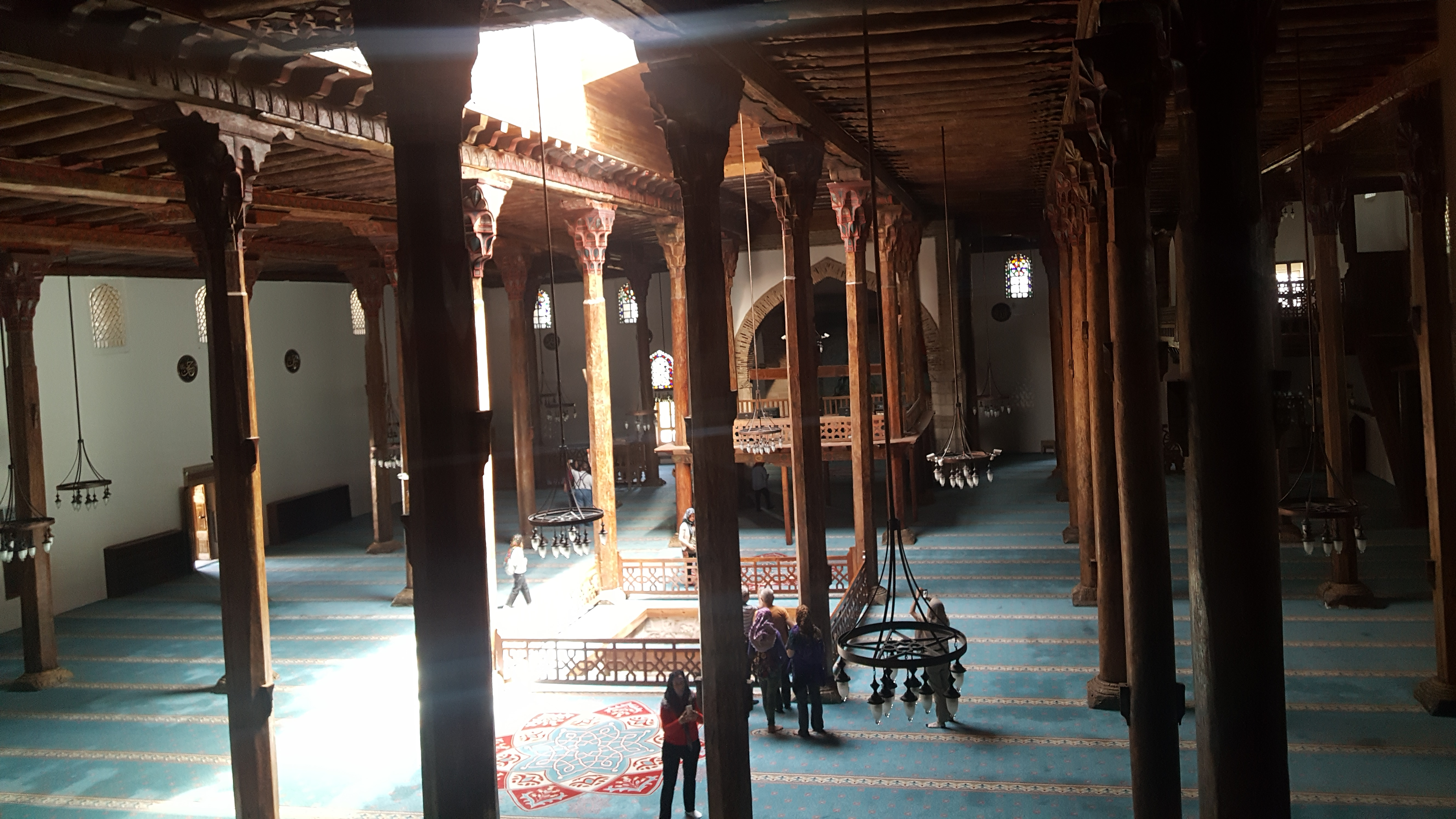
Colonne di legno
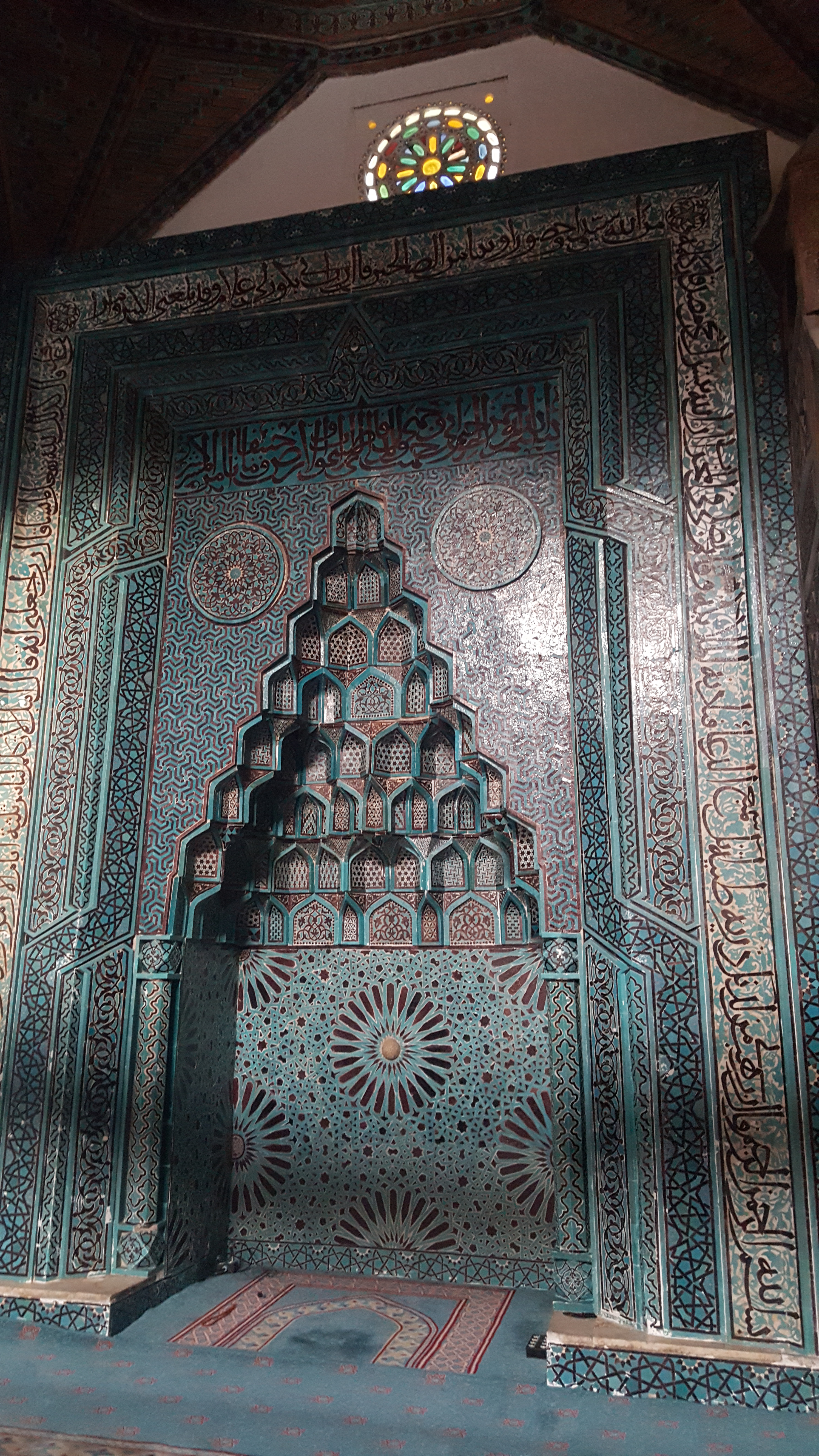
Mihrab
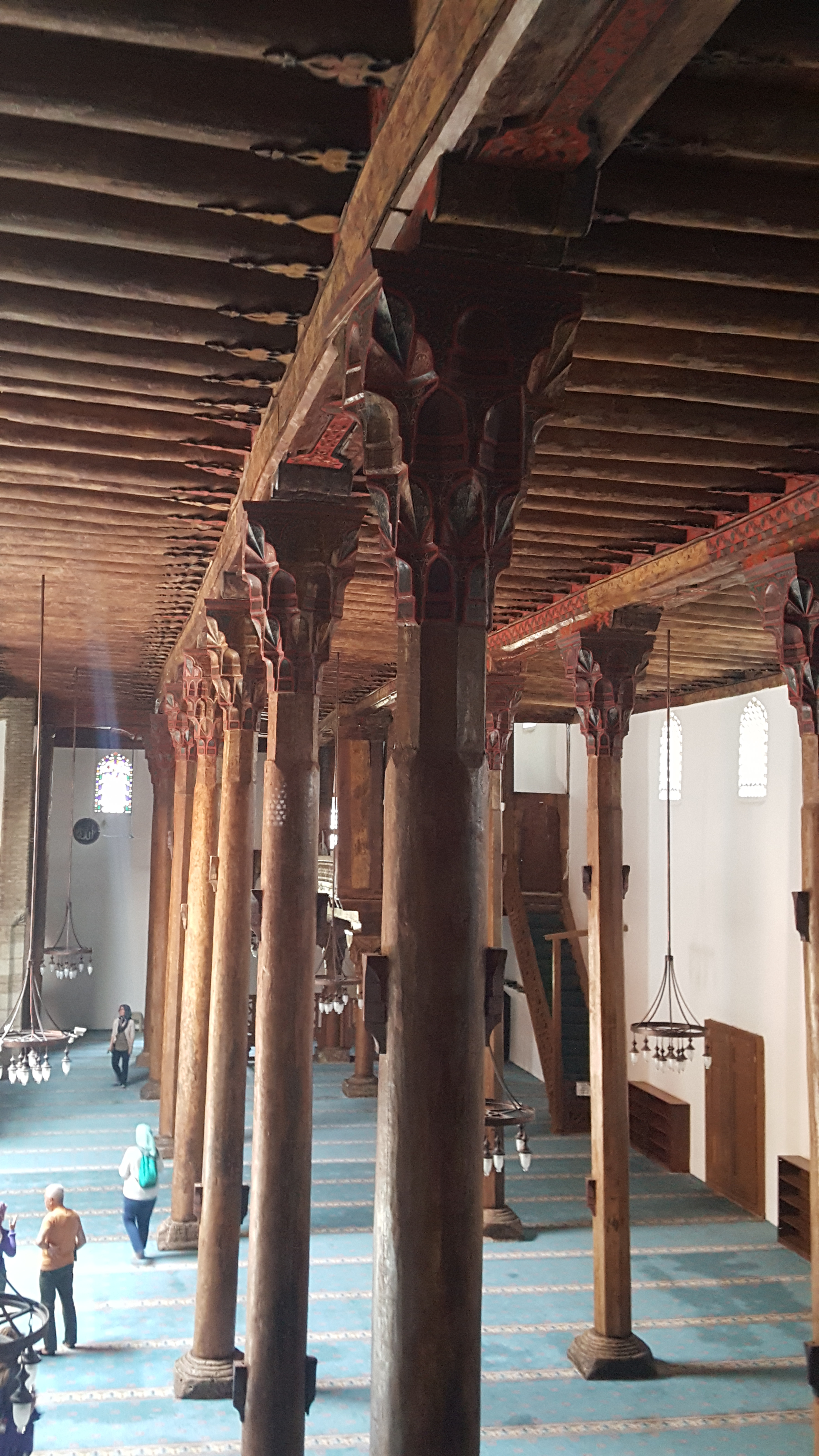
Colonne
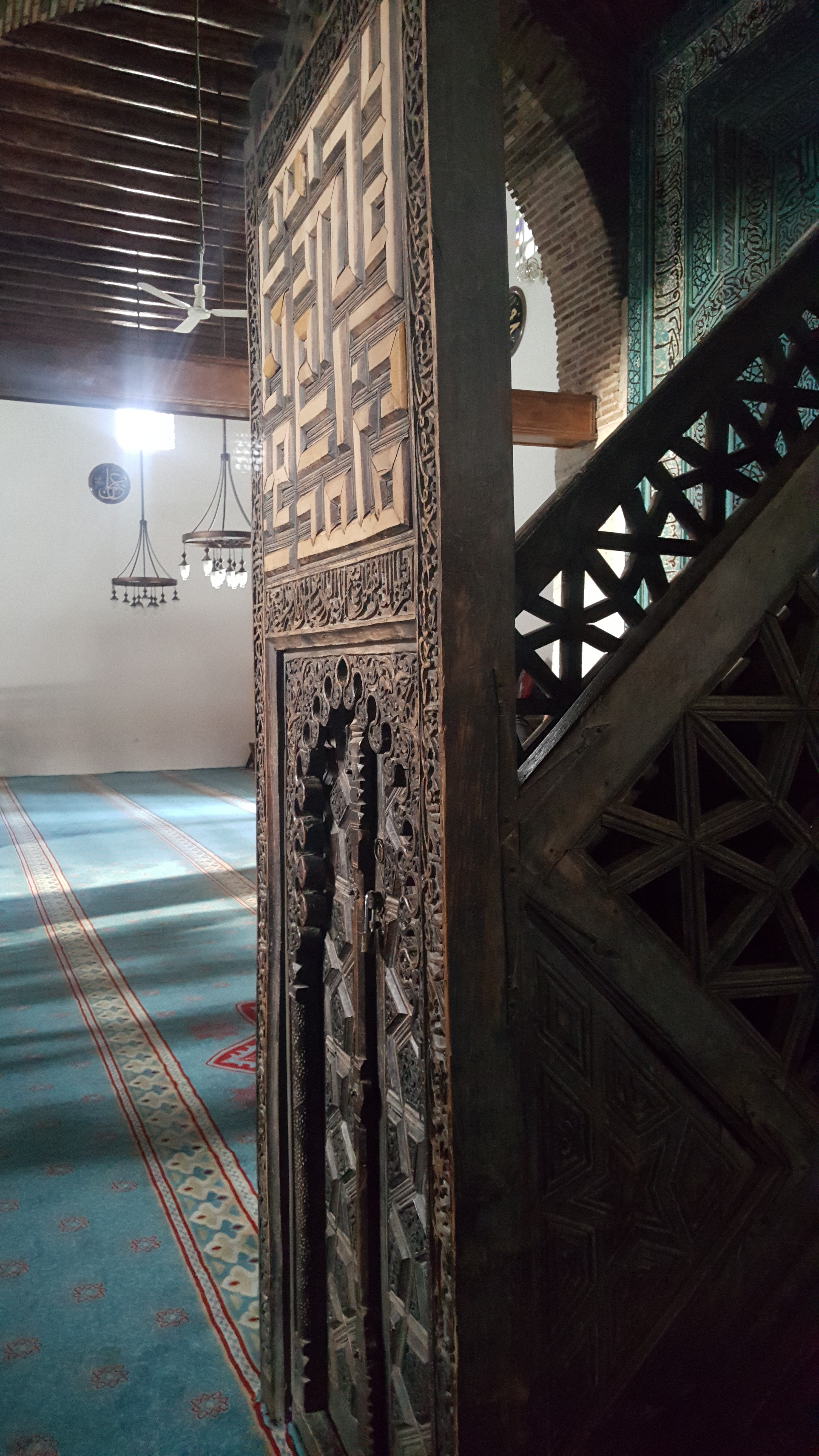
Minbar